# Radiación adaptativa

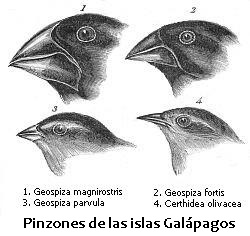
Diversidad de picos en distintas especies de pinzones de las Galápagos, derivados de una misma especie ancestral pero adaptados a distintos modos de alimentación.

La radiación adaptativa es un proceso que describe la rápida especiación de una o varias especies para llenar muchos nichos ecológicos. 
Este es un proceso de la evolución (evolución divergente en el caso de dos o más especies con origen común), cuyas herramientas son la mutación y la selección natural.

## Causas
La radiación adaptativa ocurre con frecuencia cuando se introduce una especie en un nuevo ecosistema, o cuando hay especies que logran sobrevivir en un ambiente que les era hasta entonces inalcanzable. Por ejemplo, los pinzones de Darwin de las islas Galápagos se desarrollaron a partir de una única especie de pinzón que llegó a las islas. Otros ejemplos incluyen la introducción por el hombre de mamíferos predadores en Australia, el desarrollo de las primeras aves que repentinamente tuvieron la capacidad de expandir su territorio por el aire, o el desarrollo de los dipnoos durante el Devónico, hace cerca de 300 millones de años.

## Tipos
Hay tres tipos básicos de radiación adaptativa. Estas son:
1. Adaptación general. Una especie que desarrolla una habilidad radicalmente nueva puede alcanzar nuevas partes de su ambiente. El vuelo de los pájaros es una de esas adaptaciones generales.
2. Cambio ambiental. Una especie que puede, a diferencia de otras, sobrevivir en un ambiente radicalmente cambiado, probablemente se ramificará en nuevas especies para cubrir los nichos ecológicos creados por el cambio ecológico. Un ejemplo de radiación adaptativa como resultado de un cambio ambiental fue la rápida expansión y desarrollo de los mamíferos después de la extinción de los dinosaurios.
3. Archipiélagos. Ecosistemas aislados tales como islas y zonas montañosas, pueden ser colonizados por nuevas especies las cuales al establecerse siguen un rápido proceso de evolución divergente. Los pinzones de Darwin son ejemplos de una radiación adaptativa que ocurrió en un archipiélago.

## Identificación
Cuatro características se pueden utilizar para identificar a una radiación adaptativa:
1. Un ancestro común de las especies que lo componen: específicamente un ancestro reciente. Nótese que esto no es lo mismo que una monofilia en el que todos los descendientes de un antepasado común están incluidos.
2. Una correlación fenotipo-ambiente: Una asociación significativa entre los ambientes y las características morfológicas y fisiológicas utilizadas para explotar esos ambientes.
3. Carácter de utilidad: las ventajas de rendimiento o adecuación de valores de los caracteres en sus entornos correspondientes.
4. Especiación rápida: presencia de uno o más pulsos en la aparición de nuevas especies en la época en que la divergencia ecológica y fenotípica está en marcha.

## Dinámica
La dinámica de la radiación adaptativa es tal que, dentro de un corto período de tiempo, muchas especies se derivan de una o varias especies de ancestros. De este gran número de combinaciones genéticas, sólo unas pocas pueden sobrevivir con el pasar del tiempo. Tras el rápido desarrollo de muchas especies nuevas, muchas o la mayoría de ellas desaparecen tan rápidamente como aparecieron. Las especies supervivientes están casi completamente adaptadas al nuevo ambiente. El auge y caída de las nuevas especies está actualmente progresando muy lentamente, comparado con el brote inicial de especies.